# Уралэлектромедь

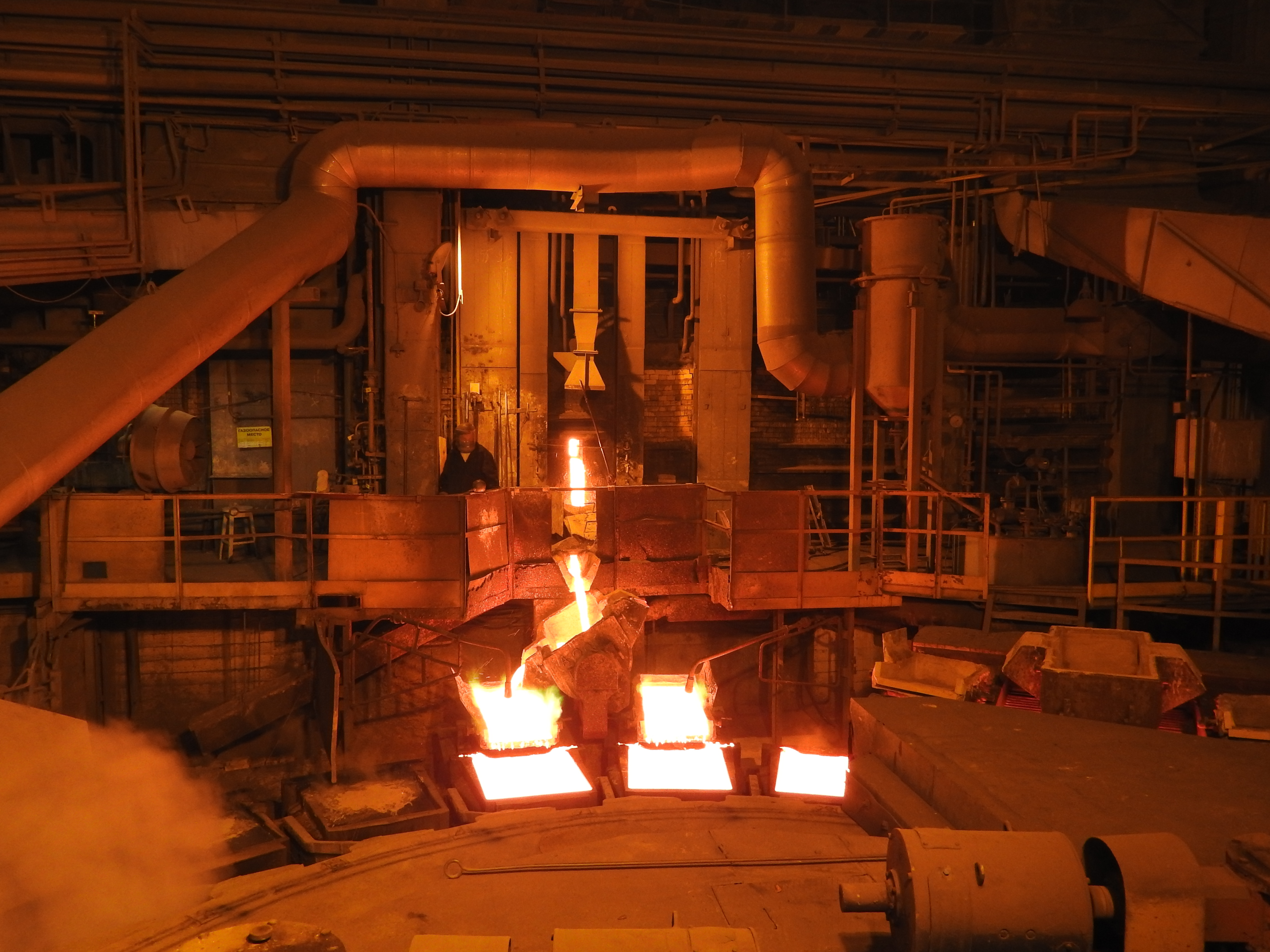
Розлив расплавленной меди

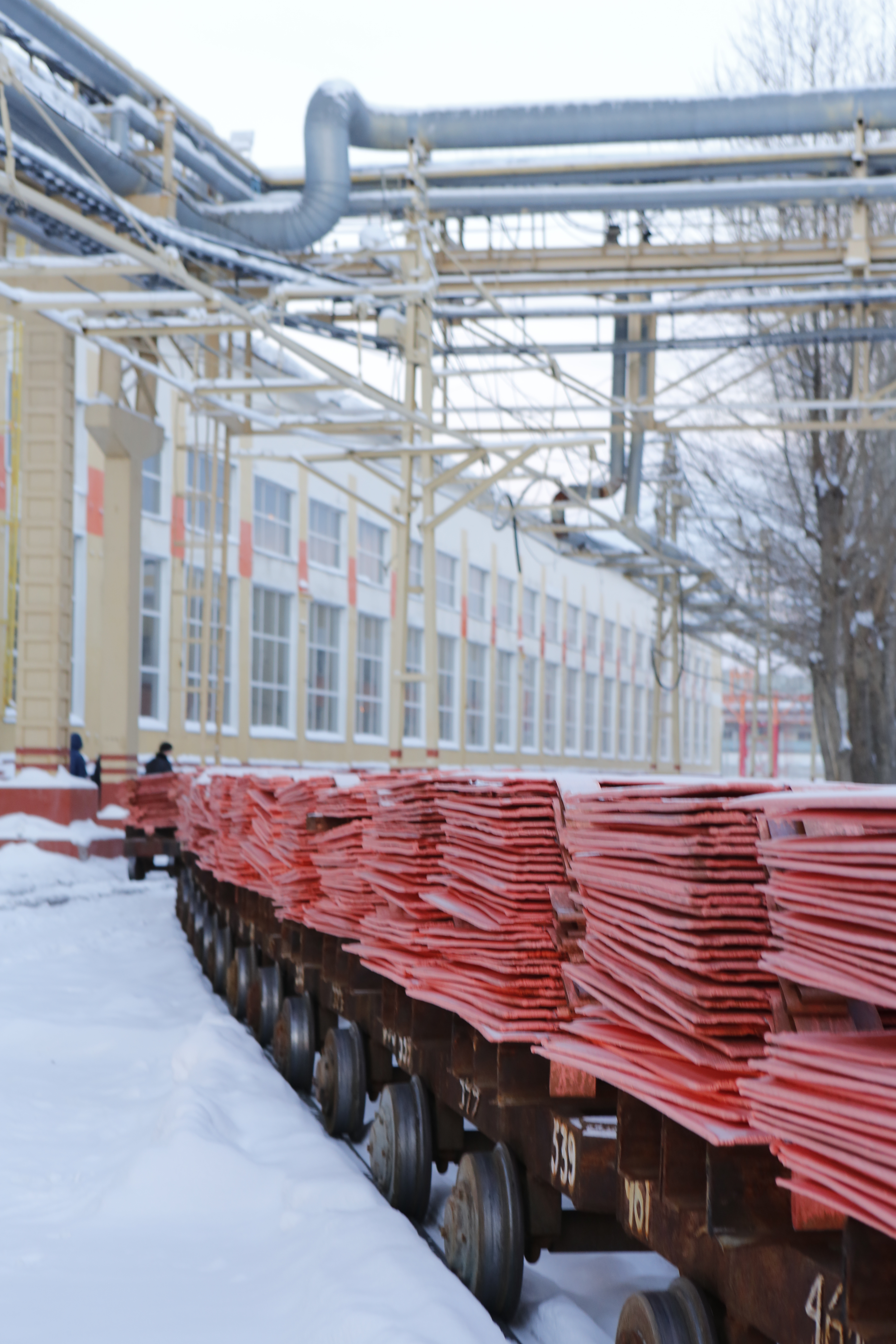
Готовая продукция (катоды) на территории завода

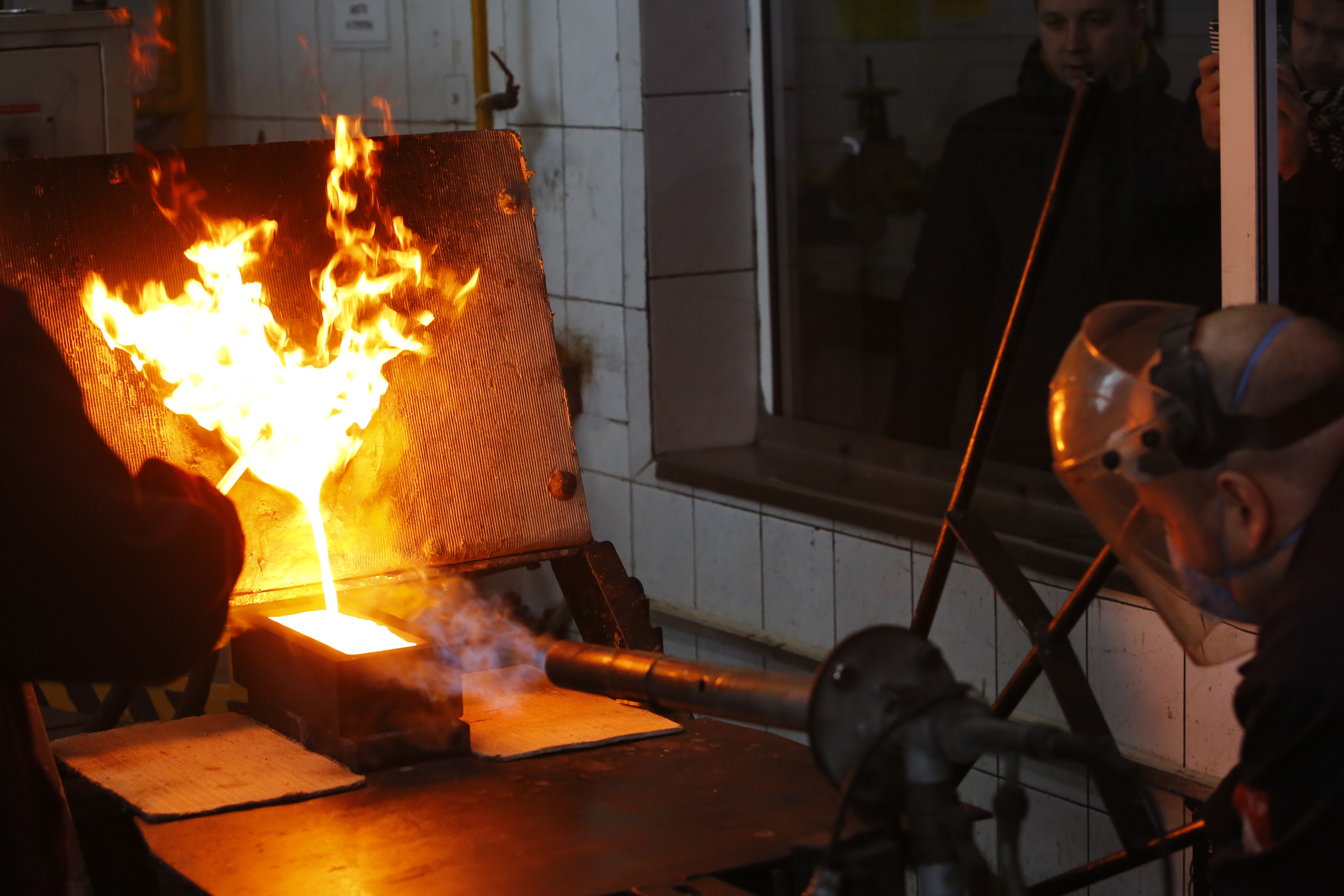
Розлив золота

АО «Уралэлектроме́дь» — головное предприятие цветной металлургии в составе открытого акционерного общества «Уральская горно-металлургическая компания» (УГМК), расположенное в городе Верхняя Пышма Свердловской области России. Первые производственные мощности вступили в строй в 1934 году. В 1934—1975 годах именуется как «Пышминский медеэлектролитный завод», в 1975—1992 годах — Уральский комбинат по электролитическому рафинированию и обработке меди «Уралэлектромедь», с 1992 года — АО «Уралэлектромедь».

## История

### Строительство и пуск
Решение о строительстве Уральского медеэлектролитного завода Совет Труда и Обороны СССР принял 27 июля 1928 года, а в сентябре этого же года было определено место будущей заводской площадки — посёлок Медный рудник, вблизи закрывшегося «Пышминско-Ключевского медеплавильного завода». В 1928 году началось проектирование медеэлектролитного завода проектным институтом «Уралгипромезом», далее продолжил «Ленгипромез» при содействии Бюро Уиллера (США). Главным инженером проекта назначен Шатилов А. А.
В 1929 году началось сооружение железнодорожной дороги от Уралмаша до будущего завода, возводился сам завод, шло строительство обогатительной фабрики, восстанавливались шахты Пышминско-Ключевского медного рудника, затопленные в годы Гражданской войны. В 1929—1932 годах начальником строительства завода был Александр Адамович Янен, главный инженер Виктор Александрович Аглицкий. 20 мая 1930 года начато строительство столярного цеха, в июне 1930 года приступили к строительству механического цеха, в июле 1930 года заложен первый основной цех-электролитный, в мае 1931 года заложен меделитейный цех, а в сентябре 1931 года начаты первые работы по шламовому цеху. В 1932 году начат монтаж первого оборудования. 15 июля 1934 года закончено строительство анодной и вайербарсовой печей, монтаж разливочных машин, пущен мостовой кран, установлен и перепущен осадочный кран «Демаг».
3 августа 1934 года запущена в эксплуатацию анодная печь и получены первые аноды, 7 августа издаётся приказ о вступлении предприятия в пусковой период, а 13 августа 1934 года запущен и сам электролитный цех. 26 августа 1934 года выдали первую катодную медь, 6 сентября 1934 года выпущены первые вайербарсы. 23 октября 1934 года первую продукцию выдаёт шламовый цех. Приказом Народного Комиссариата тяжёлой промышленности № 1271 от 4 декабря 1935 года Пышминский медеэлектролитный завод (ПМЭЗ) включён в число действующих предприятий. В 1935 году освоен выпуск селена и теллура.

### Советский период
В 1936 году выпуск завода катодной меди достиг 50 % от всей произведённой в СССР. В 1936 году началось строительство, а в сентябре 1939 года запущен купоросный цех с производительностью 2,5 тыс. тонн в год, а в 1940 году завод достиг проектной мощности в 100 тыс. тонн рафинированной меди в год. В 1940 году работало три анодные и две вайрбарсовые печи по 200 тон, и 64 серии ванн в электролизном цехе. Завод перерабатывал около 70 % всей черновой меди СССР. В 1940 году при заводе открылся филиал Свердловского горно-металлургического техникума.
К 1939 году завод обладал большим по численности коллективом — более 1,5 тыс. человек. Значительную часть составляла молодёжь: по данным отдела кадров, обнародованным 4 апреля 1939 года, 939 сотрудников предприятия (около 60 % персонала) были в возрасте от 18 до 33 лет. На предприятии в конце 1930-х годов проводилась научно-исследовательскую работу. Например, к январю 1938 года начальник исследовательского сектора А. И. Гаев и инженер Т. С. Довженко закончили исследования по теллуру, что позволило наладить производство этого полуметалла из шлака. Научные разработки иногда начинались до пуска соответствующего производства. Например, летом 1938 года началась работа по изучению получения никелевого купороса, хотя само производство началось только с сентября 1939 года.
Большой террор ударил по коллективу завода. 4 декабря 1937 года был арестован назначенный в июне того же года директором А. А. Алифбаев (он был осуждён на 15 лет лишения свободы). Его преемник, А. Н. Каллистов был арестован 18 декабря 1940 года по обвинению в отгрузке бракованных вайербарсов (осуждён на 5 лет, но 18 февраля 1942 года Верховный суд СССР отменил его приговор за отсутствием состава преступления).
В годы Великой Отечественной войны завод перешёл на военную продукцию. С 1941 года выпускался легированный сплав для изготовления направляющих поясков дальнобойных снарядов, с 1942 года биметалл для изготовления патронных гильз, с мая 1942 года медный электролитический порошок. Построен цех биметалла, который выпускал продукцию для винтовочных патронов заводам оборонной промышленности. Около 80 % всех снарядных и патронных гильз в стране производилось из меди, выпущенной на ПМЭЗ. В 1941—1945 годы главным инженером был А. И. Гаев.
В послевоенное время шло техническое перевооружение и реконструкция действующих цехов. Так, в цехе электролиза меди плотность тока была увеличена с 200 до 260 А/кв.м., в 1955 году построена третья вайербарсовая печь. В 1966 году увеличены объёмы отражательных печей, переведя их на газ. В 1962 году пущен в эксплуатацию новый шламовый цех, крупнейший в Европе, освоена усовершенствованная обжигово-селенидная технология переработки шламов. Увеличен выпуск медных порошков и купороса. В 1968 году завод выпускал свыше 40 % рафинированной меди СССР и более 70 % медных слитков. Главным инженером был В. И. Власов. В 1964 году реконструирован купоросный цех (до 15,5 тыс. т/год купороса), в 1975 году введена его вторая очередь, выпуск увеличен до 24,6 тыс. т/год. Кроме этого, в 1947 году была открыта детская музыкальная школа, при участии завода в 1954 году пущена первая очередь водовода, в 1965 году началась газификация жилых домов, в 1957 году сооружён больничный корпус, в 1962 году построен стадион, а в 1963 году — Дворец культуры металлургов. Эксперимент на Щекинском химическом комбинате был повторён на Верхнепышминском электролитическом заводе в 1968—1970 годах (за этот период производительность увеличилась на 40 %, а зарплата на 22 %).
В феврале 1975 года был создан Уральский комбинат по электролитическому рафинированию и обработке меди «Уралэлектромедь», в который вошли Пышминский медеэлектролитный завод, Пышминский рудник с обогатительной фабрикой и Кыштымский медеплавильный завод (в 1992 году он выделился в самостоятельное предприятие). В 1974 году была увеличена плотность тока при электролизе меди до 290—300 А/кв.м., а с использованием реверсивного тока — до 350—400 А/м², увеличив производительность электролизного цеха на 15-18 %. В мае 1972 года началось строительство, а в октябре 1976 года была запущена шахтная печь для плавки катодов, увеличив мощность передела и сократив расход топлива в 2 раза. В шламовом цехе была внедрена обжигово-селенидная схема переработки шламов. В 1979 году запущен новый цех медных порошков с производительностью 12 тыс. тонн в год, став одним из крупнейших цехов в Европе. В декабре 1986 года построен цех по производству медной электролитической фольги, а в 1987 году была запущена АСУ, линия по заготовке матричных основ и линия пакетирования катодов в цехе электролиза меди, началось строительство цеха катанки.
В 1980 году Знак качества имели 12 видов продукции комбината «Уралэлектромедь». Разработки завода в 1975—1978 годах были также награждены медалями ВДНХ.
1980-е годы стали периодом освоения предприятием выпуска новых видов продукции, ориентированных на широкого потребителя. Например, с 1980 года начался выпуск изделий из поделочного камня (шкатулок, ваз, письменных приборов), с 1982 года началось производство предметов из хрусталя (ваз, рассеивателей для люстр, светильников). Перестройка ознаменовалась для предприятия переводом на хозрасчёт в 1988—1989 годах. К январю 1990 года на хозрасчёте работали 81,3 % всех бригад. С 1 июля 1991 года комбинату было разрешено реализовывать продукцию из меди (порошок, слитки и катоды) по договорным ценам.

### Постсоветский период
В 1991 году на базе комбината были учреждены государственные арендные предприятия «Комбинат Уралэлектромедь» и «Кыштымский медеэлектролитный завод» (Пышминский рудник, входивший в состав комбината, к этому времени прекратил работу). В октябре 1992 г. на базе арендного предприятия было образовано товарищество с ограниченной ответственностью (ТОО) «Комбинат Уралэлектромедь», а 23 декабря 1992 года было учреждено АО «Уралэлектромедь» .
Уже в 1992 году обозначились проблемы со сбытом продукции предприятия. За 1992 год производство меди составило только 44 % от уровня 1991 года, упал выпуск остальных видов продукции. В 1993 году ситуация улучшилась — объём производства рафинированной меди вырос на 24,4 %. Тем не менее внедрение инноваций в 1990-е годы продолжилось. В 1992 году впервые в российской практике при производстве медной фольги использованы титановые барабан-катоды диаметром 1,6 метров, которые заменяли электролизёра старой конструкции 1/4, позволив получать фольгу шириной до 1,1 м. В связи с исчезновением спроса на фольгу в 1994 году цех остановлен. На базе отделения водоподготовки и очистки промышленных стоков цеха фольги был организован гидрометаллургический цех, что позволило перейти на 96 % собственного водооборота. В электролизном цехе запущены две линии по заготовке катодных основ. В медеплавильном цехе внедрена автоматизированная линия разливки анодов. В 1993 году запущена третья линия для заготовки катодных основ и линия для пакетирования катодов, а в медеплавильном цехе запущена установка весового дозирования при разливе анодов фирмы «Венмек» (Финляндия). В порошковом цехе началось производство изделий из медного порошка с использованием итальянского оборудования, в шламовом цехе начались работы по освоению аффинажа серебряно-золотого сплава. В 1996 году запущен цех подготовки шихты, начав перерабатывать отходы цветных металлов. В июне 1996 года система качества продукции АООТ «Уралэлектромедь» сертифицирована британской фирмой «Регистр Ллойда». В 1999 году создано совместное предприятия с немецкой фирмой «Huttenwerke Kayzer AG» по производству медной катанки СП «Катур-Инвест», где впервые в России использована прогрессивная технология получения медной катанки методом непрерывного литья и прокатки «Contirod» с использованием 2-ленточной машины «Hazelett», а в августе 1999 года запущен цех катанки с новой технологической линией по производству 235 тыс. тонн катанки в год. В декабре 2000 года завершено строительство комплекса по производству черновой меди из медьсодержащих отходов, перерабатывая собственные шлаки и пыль, вовлекая в оборот лом с низким содержанием меди. В 1990-е годы продолжилось строительство жилья для работников. В 1992—1993 года были сданы два девятиэтажных дома для 239 семей, построенные на средства «Уралэлектромеди».
В декабре 2003 года запущены газоочистные сооружения медеплавильного цеха, снижая выбросы цеха до предельно допустимых норм. В августе 2004 года был получен статус Good Delivery — одобренный поставщик на Лондонской бирже благородных металлов для аффинированного серебра, а в мае 2006 года для аффинированного золота. В ноябре 2005 года запущен цех горячего цинкования металлоконструкций. В июне 2007 года система менеджмента качества предприятия сертифицирована британской компанией «Регистр Ллойда», а катоды медные, золото и серебро в слитках производства ОАО «Уралэлектромедь» повторно удостоены знака «Российское качество». В декабре 2007 года получен сертификат системы менеджмента качества при производстве медного купороса от компании «TUV SUD Management Service GmbH», в 2007 году началось строительство нового цеха электролиза меди. В 2008 году запущен третий комплекс газоочистных сооружений химико-металлургического цеха, завершена реконструкция газоочистки. В сентябре 2009 года завод представлен на сайте «Мировые производители золотых слитков» по решению Физического комитета лондонской ассоциации рынка драгметаллов (LBMA). В июле 2010 года Лондонская биржа металлов (LME) зарегистрировала медные катоды высшей марки Grade — А производства ОАО «Уралэлектромедь» под брендом UMMC с присвоением статуса Good Delivery (надёжная поставка). В 2011 году сертифицирована система менеджмента качества в проектировании производственных и гражданских объектов по ISO 9001:2008. В феврале 2012 года запущена первая очередь нового цеха электролиза меди, а в апреле 2012 года запущена линия цинкования мелких металлических изделий Цеха горячего цинкования.

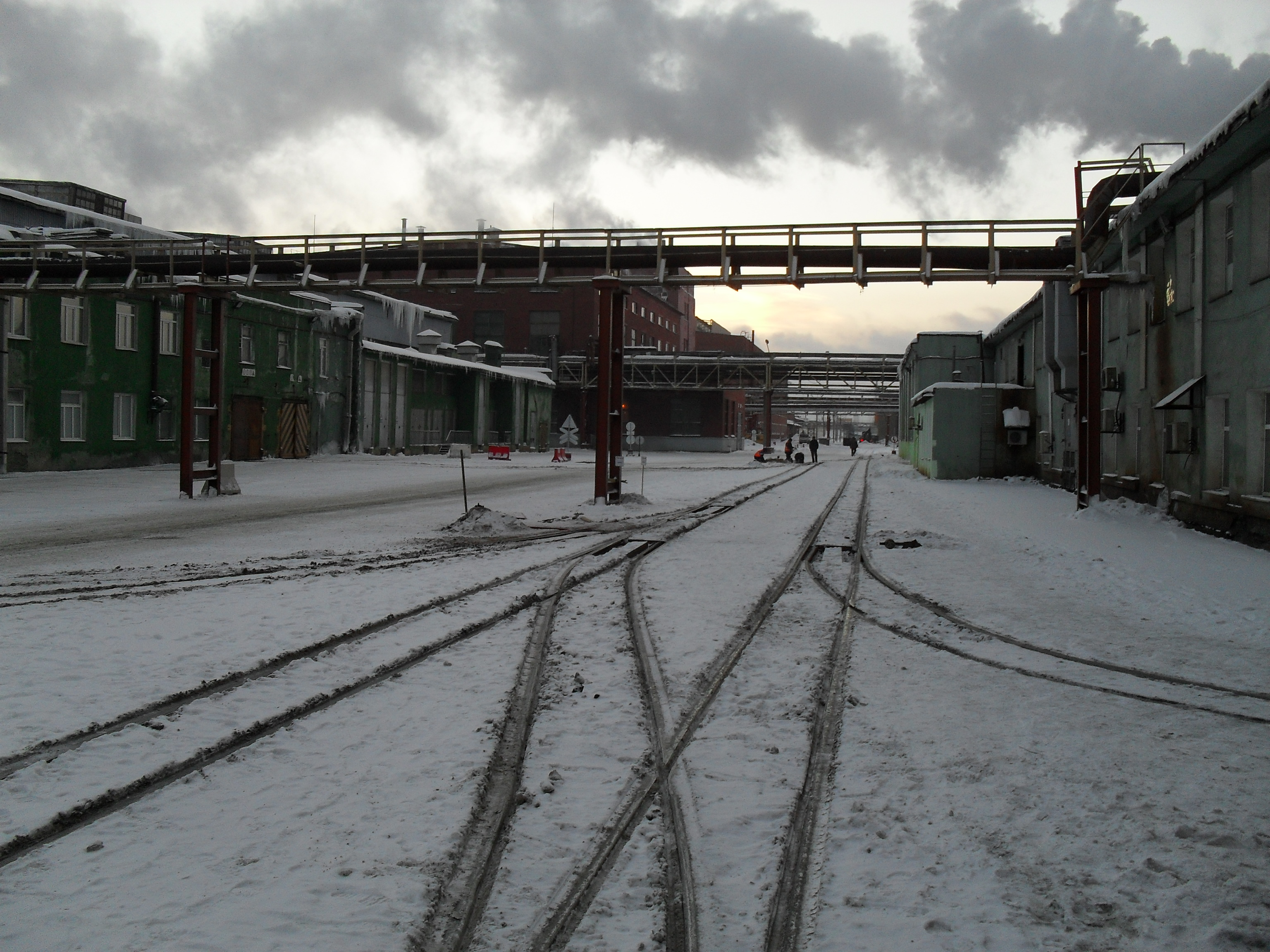
Узкоколейная железнодорожная сеть «Уралэлектромеди»

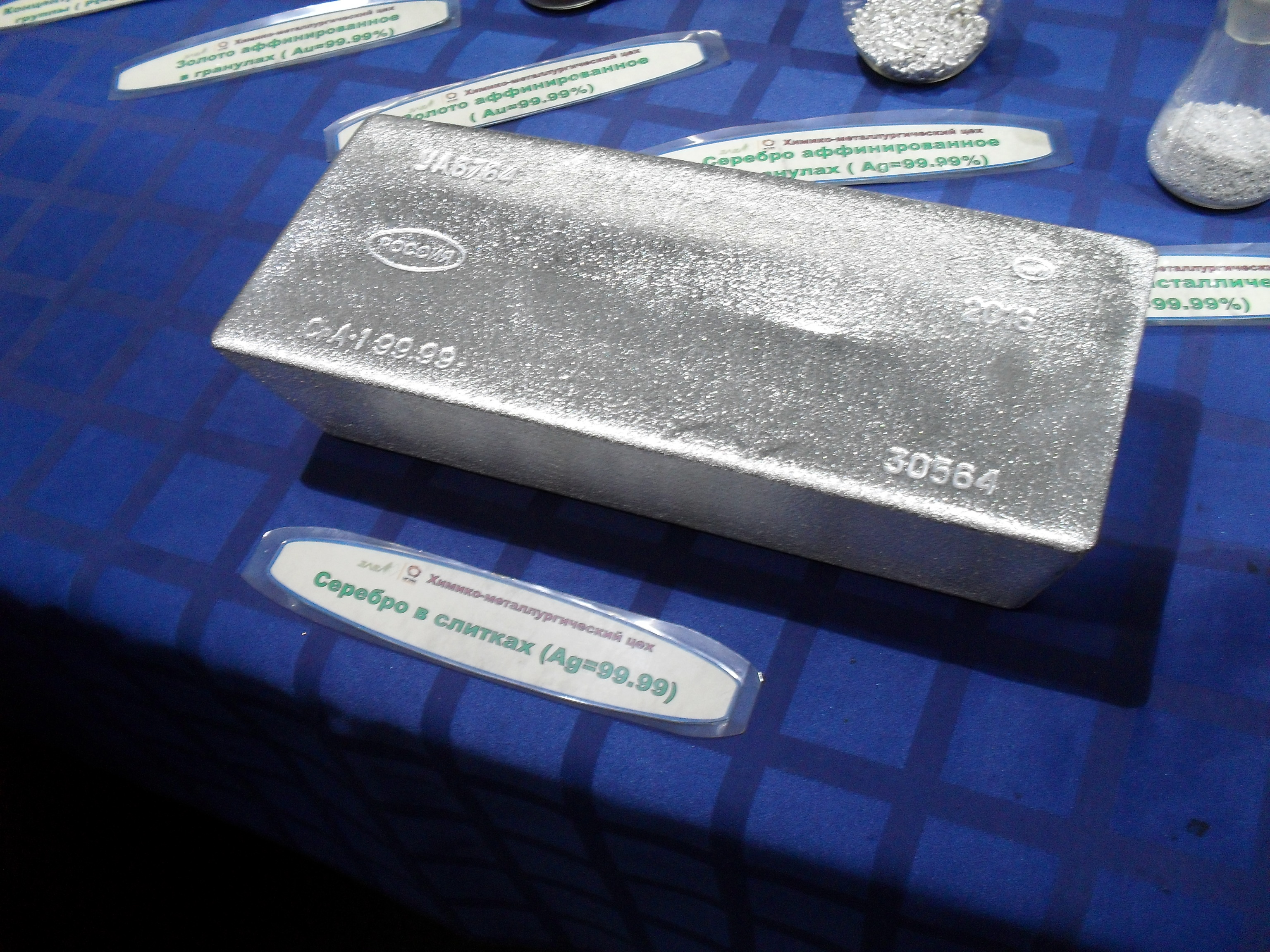
Серебряный слиток «Уралэлектромеди» 2016 года пробы 99.99

## Деятельность
Предприятие специализируется на выпуске рафинированной (очищенной) меди в листах, медного купороса, редкоземельных и драгоценных металлов.
«Уралэлектромедь» включает в себя филиалы:
- «Производство полиметаллов» (г. Кировград),
- «Производство сплавов цветных металлов» (пос. Верх-Нейвинский),
- Невьянский прииск,
- Производство «Радуга» (г. Верхняя Пышма).

«Уралэлектромедь» — одно из крупнейших предприятий в Европе по электролизу и рафинированию меди и получению продукции из неё. Проектная мощность предприятия — 320 тыс. тонн рафинированной меди.
С 1998 года постановлением Правительства РФ «Уралэлектромедь» вошло в число предприятий, осуществляющих аффинирование драгоценных металлов, и получило право на переработку драгметаллов в минеральном сырьё, ломах и отходах не только как переработчик, но и как собственник.
Среди потребителей продукции «Уралэлектромедь» — предприятия России и других стран. Деловых партнёров привлекает высокое качество продукции «Уралэлектромедь». В частности, медные катоды соответствуют по своему качеству меди сорта М00К и отвечают требованиям Лондонской биржи металлов. Высокими потребительскими свойствами обладают медные порошки и порошковые изделия, никель сернокислый, катанка медная, свинец, теллур и селен. На предприятии работает цех по горячему цинкованию металлоизделий. В АО «Уралэлектромедь» разработана, внедрена и сертифицирована система качества, отвечающая требованиям ISO 9002.
Общая численность персонала (по данным на 2013 год) — 7741 человек. В результате строительства трёх очередей нового цеха электролиза меди «Уралэлектромедь» в 2018 году сможет выйти на объём производства в 450—500 тыс. т. катодной меди. Планируется, что первая и вторая очереди нового цеха будут по 150 тыс. т каждая, третья — в зависимости от конъюнктуры и сырьевого баланса — будет рассчитана на 150—200 тыс. т.
На территории предприятия действует собственная узкоколейная железнодорожная сеть для транспортировки сырья и продукции. Сеть обеспечивает погрузку и выгрузку грузов в обычные грузовые вагоны, которые прибывают на завод через ведомственную станцию Электролитная, у которой в 2022 году появился пассажирский терминал в виде платформы под названием «Верхняя Пышма. Музей».
«Уралэлектромедь» — градообразующее предприятие Верхней Пышмы. При его финансовом содействии в городе созданы: Дворец Спорта УГМК, Ледовая арена имени Александра Козицына, Музейный комплекс УГМК, произведена реконструкция центральных улиц Верхней Пышмы, проложена трамвайная линия до Екатеринбурга.
В 2016 году Лондонская ассоциация рынка драгоценных металлов (LBMA) признала серебро производства АО «Уралэлектромедь» эталонным.

## Сельскохозяйственный комплекс
Предприятие имеет своё подсобное хозяйство. Началом ему стало вышедшее в апреле 1978 года постановление бюро Свердловского обкома КПСС о создании на крупных промышленных предприятиях области подсобных хозяйств. В 1983 году заработал построенный при «Уралэлектромедь» свинооткормочный комплекс рядом с заводским пансионатом «Селен». В конце года в нём находилось 900 свиней. Для обеспечения свиней кормами начали выращивание картофеля и зерновых (общая пахотная площадь составила 800 га).

## Санкции
20 июля 2023 года, на фоне вторжения России на Украину, предприятие включено в блокирующий санкционный список США против предприятий поддерживающих войну России против Украины.

## Собственники и руководство

### Директора
- Янен, Александр Адамович (1929—1932) управляющий строительством
- Полещук, Георгий Вениаминович (1932—1934)
- Ильин, Иоаким Александрович (1934—1936)
- Алифбаев, Аббас Алифбаевич (1936—1937)
- Каллистов, Анатолий Назарович (1937—1940)
- Хренов, Владимир Андреевич (1941—1947)
- Зубарев, Валерий Иванович (1947—1948)
- Молчанов, Александр Алексеевич (1948—1950)
- Гальянов, Николай Михайлович (1951—1970)
- Кривоусов, Борис Алексеевич (1970—1982)
- Коровин, Вячеслав Фёдорович (1982—1995)
- Козицын, Андрей Анатольевич (1995—2002)
- Козицын, Александр Анатольевич (июль 2002 — январь 2009)[14];
- Колотушкин, Владимир Сергеевич (с марта 2009 г.)[15].

## Награды
Заслуги коллектива завода неоднократно были отмечены:
- красное 3намя Государственного Комитета Обороны (1941—1945);
- орден Трудового Красного Знамени (14 мая 1966) — за успешное выполнение заданий семилетнего плана по увеличению выпуска цветных металлов и достижение высоких технико-экономических показателей работы;
- орден Октябрьской Революции (16 августа 1984) — за большой вклад в развитие металлургии, успешное выполнение плановых заданий и социалистических обязательств;
- орден преподобного Серафима Саровского III степени (16.04.2010) вручён патриархом Кириллом[16].